# Campioni italiani assoluti di atletica leggera - Corsa campestre femminile
Questa pagina raccoglie un elenco di tutte le campionesse italiane dell'atletica leggera nella corsa campestre (detta anche cross), disciplina per la quale si disputa il campionato nazionale dal 1926. 
Dal 1998 al 2006 sono stati assegnati due titoli per le distanze corta e lunga. L'assegnazione di due titoli è tornata in vigore a partire dall'edizione del 2019.
Nel 2001 il titolo italiano femminile della specialità fu assegnato nel corso della XXXI Cinque Mulini, vinta dalla jugoslava Olivera Jevtić, con l'italiana Agata Balsamo al terzo posto: lo stesso dicasi per il 1996, nella gara vinta dall'etiope Merima Denboba con Patrizia Di Napoli nona classificata, e nel 2004, con Patrizia Tisi al 2º posto dietro la tanzaniana Zakia Mrisho.

## Albo d'oro
| 1926 | ?                      | Emilia Pedrazzani Unione Sportiva Soresinese          | ?                      |                        |                        |                        |
| 1927 | ?                      | Emilia Pedrazzani Unione Sportiva Soresinese          | ?                      |                        |                        |                        |
| 1928 | ?                      | Leandrina Bulzacchi Unione Sportiva Soresinese        | ?                      |                        |                        |                        |
| 1929 | ? km                   | Giannina Marchini ASSI Giglio Rosso                   | ?                      |                        |                        |                        |
| 1930 | Edizioni non disputate | Edizioni non disputate                                | Edizioni non disputate | Edizioni non disputate | Edizioni non disputate |                        |
| 1931 | Edizioni non disputate | Edizioni non disputate                                | Edizioni non disputate | Edizioni non disputate | Edizioni non disputate |                        |
| 1932 | Edizioni non disputate | Edizioni non disputate                                | Edizioni non disputate | Edizioni non disputate | Edizioni non disputate |                        |
| 1933 | Edizioni non disputate | Edizioni non disputate                                | Edizioni non disputate | Edizioni non disputate | Edizioni non disputate |                        |
| 1934 | Edizioni non disputate | Edizioni non disputate                                | Edizioni non disputate | Edizioni non disputate | Edizioni non disputate |                        |
| 1935 | ?                      | Leandrina Bulzacchi Gruppo Sportivo Venchi-Unica      | ?                      |                        |                        |                        |
| 1936 | ?                      | Leandrina Bulzacchi Gruppo Sportivo Venchi-Unica      | ?                      |                        |                        |                        |
| 1937 | ?                      | Leandrina Bulzacchi Gruppo Sportivo Venchi-Unica      | ?                      |                        |                        |                        |
| 1938 | ?                      | Leandrina Bulzacchi Gruppo Sportivo Venchi-Unica      | ?                      |                        |                        |                        |
| 1939 | Edizioni non disputate | Edizioni non disputate                                | Edizioni non disputate | Edizioni non disputate | Edizioni non disputate | Edizioni non disputate |
| 1940 | Edizioni non disputate | Edizioni non disputate                                | Edizioni non disputate | Edizioni non disputate | Edizioni non disputate | Edizioni non disputate |
| 1941 | Edizioni non disputate | Edizioni non disputate                                | Edizioni non disputate | Edizioni non disputate | Edizioni non disputate | Edizioni non disputate |
| 1942 | Edizioni non disputate | Edizioni non disputate                                | Edizioni non disputate | Edizioni non disputate | Edizioni non disputate | Edizioni non disputate |
| 1943 | Edizioni non disputate | Edizioni non disputate                                | Edizioni non disputate | Edizioni non disputate | Edizioni non disputate | Edizioni non disputate |
| 1944 | Edizioni non disputate | Edizioni non disputate                                | Edizioni non disputate | Edizioni non disputate | Edizioni non disputate | Edizioni non disputate |
| 1945 | ?                      | Nilla Tonani Sport Club Italia                        | ?                      |                        |                        |                        |
| 1946 | ? km                   | Nilla Tonani Sport Club Italia                        | ?                      |                        |                        |                        |
| 1947 | ?                      | Giuliana De Maria Sipra TO                            | ?                      |                        |                        |                        |
| 1948 | 1,2 km                 | Nilla Tonani Sport Club Italia                        | 4'06"0                 |                        |                        |                        |
| 1949 | 1,2 km                 | Nilla Tonani Sport Club Italia                        | 4'22"8                 |                        |                        |                        |
| 1950 | 1,2 km                 | Loredana Simonetti Edera Trieste                      | 3'45"8                 |                        |                        |                        |
| 1951 | 1,2 km                 | Loredana Simonetti Edera Trieste                      | 4'06"2                 |                        |                        |                        |
| 1952 | 1,2 km                 | Bianca Bombardieri Sport Club Bergamo                 | 4'07"8                 |                        |                        |                        |
| 1953 | 1,2 km                 | Bianca Bombardieri Sport Club Bergamo                 | 4'24"4                 |                        |                        |                        |
| 1954 | 1,3 km                 | Loredana Simonetti Edera Trieste                      | 4'31"0                 |                        |                        |                        |
| 1955 | 1,2 km                 | Maria Antonietta Albano FIAT Torino                   | 4'10"                  |                        |                        |                        |
| 1956 | 1,2 km                 | Germana Bustreo Libertas Corvetto Milano              | 4'09"8                 |                        |                        |                        |
| 1957 | ?                      | Vita Virgilio Associazione Sportiva Roma              | ?                      |                        |                        |                        |
| 1958 | ?                      | Gilda Jannaccone Società Sportiva Napoli              | ?                      |                        |                        |                        |
| 1959 | ?                      | Gilda Jannaccone Libertas Ridolfi Napoli              | ?                      |                        |                        |                        |
| 1960 | ?                      | Gilda Jannaccone Libertas Ridolfi Napoli              | 3'55"6                 |                        |                        |                        |
| 1961 | ?                      | Gilda Jannaccone Associazione Polisportiva Partenope  | 3'47"0                 |                        |                        |                        |
| 1962 | ?                      | Gilda Jannaccone Associazione Polisportiva Partenope  | 3'48"8                 |                        |                        |                        |
| 1963 | 1,3 km                 | Gilda Jannaccone Associazione Polisportiva Partenope  | 3'55"3                 |                        |                        |                        |
| 1964 | 1,2 km                 | Fernanda Ferrucci CUS Roma                            | 4'06"7                 |                        |                        |                        |
| 1965 | 1,2 km                 | Fernanda Ferrucci CUS Roma                            | 3'58"6                 |                        |                        |                        |
| 1966 | 1,8 km                 | Fernanda Ferrucci CUS Roma                            | 6'37"1                 |                        |                        |                        |
| 1967 | 1,8 km                 | Paola Pigni Sport Club Italia                         | 6'31"5                 |                        |                        |                        |
| 1968 | 1,9 km                 | Paola Pigni C. Giuliano Dalmata Milano                | 6'01"8                 |                        |                        |                        |
| 1969 | 1,8 km                 | Paola Pigni C. Giuliano Dalmata Milano                | 5'24"8                 |                        |                        |                        |
| 1970 | 3,8 km                 | Paola Pigni Snia Libertas Torino                      | 8'12"6                 |                        |                        |                        |
| 1971 | 3 km                   | Donata Govoni Unipol Bologna                          | 9'25"8                 |                        |                        |                        |
| 1972 | ?                      | Giuseppina Torello Alco Torino                        | ?                      |                        |                        |                        |
| 1973 | 4 km                   | Paola Pigni-Cacchi Snia Milano                        | 13'08"2                |                        |                        |                        |
| 1974 | 4 km                   | Paola Pigni-Cacchi Snia Milano                        | 14'47"0                |                        |                        |                        |
| 1975 | 4,5 km                 | Margherita Gargano Unione Sportiva Palermo            | 15'06"5                |                        |                        |                        |
| 1976 | 4,5 km                 | Gabriella Dorio Fiamma Vicenza                        | 16'14"                 |                        |                        |                        |
| 1977 | 4,5 km                 | Cristina Tomasini Unione Sportiva Quercia Rovereto    | 13'46"4                |                        |                        |                        |
| 1978 | 4,5 km                 | Agnese Possamai Fiamma Dolomiti Belluno               | 18'09"1                |                        |                        |                        |
| 1979 | 4,5 km                 | Margherita Gargano Fiat OM Brescia                    | 14'17"14               |                        |                        |                        |
| 1980 | 4,5 km                 | Agnese Possamai Fiamma Dolomiti Belluno               | 14'17"0                |                        |                        |                        |
| 1981 | 4,5 km                 | Agnese Possamai Fiamma Dolomiti Belluno               | 16'32"0                |                        |                        |                        |
| 1982 | 4,5 km                 | Agnese Possamai Fiamma Dolomiti Belluno               | 14'25"                 |                        |                        |                        |
| 1983 | 4,6 km                 | Gabriella Dorio Iveco Torino                          | 15'37"5                |                        |                        |                        |
| 1984 | 4,6 km                 | Agnese Possamai Fiamma Dolomiti Belluno               | 15'57"                 |                        |                        |                        |
| 1985 | 4,5 km                 | Agnese Possamai Fiamma Dolomiti Belluno               | 15'02"3                |                        |                        |                        |
| 1986 | 4,5 km                 | Agnese Possamai Fiamma Dolomiti Belluno               | 15'38"78               |                        |                        |                        |
| 1987 | 4,5 km                 | Maria Curatolo Fiat Sud Formia                        | 13'40"4                |                        |                        |                        |
| 1988 | 5 km                   | Maria Curatolo Fiat Sud Formia                        | 19'36"                 |                        |                        |                        |
| 1989 | ? km                   | Nives Curti Fiat Sud Formia                           | 20'45"                 |                        |                        |                        |
| 1990 | 6 km                   | Nadia Dandolo Fiamma Veneto                           | 19'19"                 |                        |                        |                        |
| 1991 | 6 km                   | Nadia Dandolo Fiamma Veneto                           | 20'24"                 |                        |                        |                        |
| 1992 | 6 km                   | Nadia Dandolo Snam Gas Metano                         | 19'47"                 |                        |                        |                        |
| 1993 | ? km                   | Rosanna Munerotto Sisport Fiat Torino                 | ?                      |                        |                        |                        |
| 1994 | 6 km                   | Maria Guida Gruppo Sportivo Forestale                 | 20'20"                 |                        |                        |                        |
| 1995 | ? km                   | Rosanna Martin PAF Verona                             | ?                      |                        |                        |                        |
| 1996 | ? km                   | Patrizia Di Napoli Atletica 2000 Milano               | ?                      |                        |                        |                        |
| 1997 | ? km                   | Valentina Tauceri CUS Milano                          | ?                      |                        |                        |                        |
| 1998 | 3,5 km                 | Elisa Rea Gruppo Sportivo Forestale                   | 11'32"1                |                        |                        |                        |
| 1998 | 6 km                   | Sabrina Varrone CUS Torino Asics                      | 19'56"1                |                        |                        |                        |
| 1999 | 4 km                   | Elisa Rea Gruppo Sportivo Forestale                   | 13'29"                 |                        |                        |                        |
| 1999 | 8 km                   | Sabrina Varrone CUS Torino Asics                      | 27'49"                 |                        |                        |                        |
| 2000 | 4 km                   | Giovanna Arici CUS Universo Bologna                   | ?                      |                        |                        |                        |
| 2000 | 8 km                   | Agata Balsamo CUS Palermo                             | 27'31"3                |                        |                        |                        |
| 2001 | 4 km                   | Sara Palmas CUS Cagliari                              | ?                      |                        |                        |                        |
| 2001 | 8 km                   | Agata Balsamo CUS Palermo                             | 29'13"                 |                        |                        |                        |
| 2002 | 4 km                   | Sabrina Varrone CUS Torino Asics                      | 12'49"                 |                        |                        |                        |
| 2002 | 8 km                   | Rosanna Martin Gruppo Sportivo Fiamme Oro             | 25'30"                 |                        |                        |                        |
| 2003 | 4 km                   | Silvia Weissteiner Sterzing Bayerland                 | 13'05"                 |                        |                        |                        |
| 2003 | ? km                   | Patrizia Tisi Team Lotti                              | ?                      |                        |                        |                        |
| 2004 | 4 km                   | Marzena Michalska Fondiaria SAI Atletica              | 13'11"                 |                        |                        |                        |
| 2004 | 8 km                   | Patrizia Tisi Cover Sportiva                          | 26'13"                 |                        |                        |                        |
| 2005 | ? km                   | Federica Dal Rì Centro Sportivo Esercito              | 13'34"                 |                        |                        |                        |
| 2005 | 7,8 km                 | Patrizia Tisi Cover Mapei                             | 27'07"                 |                        |                        |                        |
| 2006 | 4 km                   | Angela Rinicella Centro Sportivo Esercito             | 12'54"                 |                        |                        |                        |
| 2006 | 8 km                   | Silvia Weissteiner SV Sterzing-Vipiteno               | 25'15"                 |                        |                        |                        |
| 2007 | 7,810 km               | Renate Rungger Jaky-Tech Apuana                       | 27'07"                 |                        |                        |                        |
| 2008 | 7 km                   | Silvia Weissteiner Gruppo Sportivo Forestale          | 24'20"                 |                        |                        |                        |
| 2009 | 8 km                   | Silvia Weissteiner Gruppo Sportivo Forestale          | 27'19"                 |                        |                        |                        |
| 2010 | 8 km                   | Elena Romagnolo Centro Sportivo Esercito              | 29'08"                 |                        |                        |                        |
| 2011 | 8 km                   | Nadia Ejjafini Runner Team 99                         | 27'20"                 |                        |                        |                        |
| 2012 | 8 km                   | Silvia Weissteiner Gruppo Sportivo Forestale          | 27'47"                 |                        |                        |                        |
| 2013 | 8 km                   | Touria Samiri Nuova Atletica Fanfulla Lodigiana       | 26'21"                 |                        |                        |                        |
| 2014 | 8 km                   | Veronica Inglese Centro Sportivo Esercito             | 27'25"                 |                        |                        |                        |
| 2015 | ? km                   | Sara Dossena Atletica Brescia 1950                    | 27'59"                 |                        |                        |                        |
| 2016 | ? km                   | Silvia La Barbera Gruppo Sportivo Forestale           | 25'33"                 |                        |                        |                        |
| 2017 | ? km                   | Federica Dal Rì Centro Sportivo Esercito              | 28'31"                 |                        |                        |                        |
| 2018 | 8 km                   | Martina Merlo Centro Sportivo Aeronautica Militare    | 28'52"                 |                        |                        |                        |
| 2019 | 3 km                   | Marta Zenoni Atletica Bergamo 1959 Oriocenter         | 9'57"                  |                        |                        |                        |
| 2019 | 8 km                   | Francesca Tommasi Centro Sportivo Esercito            | 27'55"                 |                        |                        |                        |
| 2020 | Edizione non disputata | Edizione non disputata                                | Edizione non disputata |                        |                        |                        |
| 2021 | 3 km                   | Nicole Svetlana Reina Pro Patria Milano               | 10'16"                 |                        |                        |                        |
| 2021 | 8 km                   | Nadia Battocletti Gruppo Sportivo Fiamme Azzurre      | 29'01"                 |                        |                        |                        |
| 2022 | 3 km                   | Ludovica Cavalli Centro Sportivo Aeronautica Militare | 10'02"                 |                        |                        |                        |
| 2022 | 8 km                   | Nadia Battocletti Gruppo Sportivo Fiamme Azzurre      | 26'47"                 |                        |                        |                        |
| 2023 | 3 km                   | Ludovica Cavalli Centro Sportivo Aeronautica Militare | 10'30"                 |                        |                        |                        |
| 2023 | 8 km                   | Nadia Battocletti Gruppo Sportivo Fiamme Azzurre      | 27'09"                 |                        |                        |                        |
| 2024 | 3 km                   | Majori Micol Pro Sesto Atletica Cernusco              | 10'21"                 |                        |                        |                        |
| 2024 | 8 km                   | Nadia Battocletti Gruppo Sportivo Fiamme Azzurre      | 28'47"                 |                        |                        |                        |
| 2025 | 3 km                   | Majori Micol Pro Sesto Atletica Cernusco              | 10'03"                 |                        |                        |                        |
| 2025 | 8 km                   | Nadia Battocletti Gruppo Sportivo Fiamme Azzurre      | 27'09"                 |                        |                        |                        |

### Staffetta
| Anno | Distanza               | Società (atleti)                                                                                  | Prestazione            |
| ---- | ---------------------- | ------------------------------------------------------------------------------------------------- | ---------------------- |
| 2014 | 13 (2+3+4+4)           | CUS Pro Patria Milano Nicole Svetlana Reina Fabiola Conti Maria Cristina Roscalla Elisa Cova      | 49'00"                 |
| 2015 | 10 (2+2+3+3)           | Atletica Bergamo 1959 Creberg Viola Taietti Marta Zenoni Federica Zenoni Isabella Cornelli        | 33'55"                 |
| 2016 | 10,3 (1,9+1,9+3,1+3,4) | CUS Pro Patria Milano Bianca Seregni Carlotta Missaglia Nicole Svetlana Reina Elisa Cova          | 37'59"                 |
| 2017 | 10 (2+2+3+3)           | CUS Pro Patria Milano Bianca Seregni Carlotta Missaglia Nicole Svetlana Reina Elisa Cova          | 38'55"                 |
| 2018 | 8 (2+2+2+2)            | CUS Pro Patria Milano Eleonora Germani Carlotta Missaglia Nicole Svetlana Reina Elena Romagnolo   | 28'32"                 |
| 2019 | 8 (2+2+2+2)            | Atletica Bergamo 1959 Oriocenter Federica Dalfovo Claudia Locatelli Federica Zenoni Viola Taietti | 29'26"                 |
| 2020 | Edizione non disputata | Edizione non disputata                                                                            | Edizione non disputata |
| 2021 | 8 (2+2+2+2)            | CUS Pro Patria Milano Matilde Bonacina Silvia Gradizzi Carlotta Missaglia Nicole Svetlana Reina   | 28'259                 |
| 2022 | 8 (2+2+2+2)            | CUS Pro Patria Milano Matilde Bonacina Laura Segor Silvia Gradizzi Nicole Svetlana Reina          | 28'41"                 |
| 2023 | 8 (2+2+2+2)            | CUS Pro Patria Milano Virginia Olivieri Margherita Melossi Silvia Gradizzi Nicole Svetlana Reina  | 29'20"                 |
| 2024 | 8 (2+2+2+2)            | Atletica ARCS CUS Perugia Scabissi Francesca Elena Ribigini Laura Ribigini Melissa Fracassini     | 29'41"                 |
| 2025 | 8 (2+2+2+2)            | Atletica ARCS CUS Perugia Caterina Caligiana Federica Borromini Elena Ribigini Melissa Fracassini | 27'49"                 |